# White Star Line
Az Óceáni Gőzhajózási Társaság vagy ismertebb nevén a White Star Line egy kiemelkedő brit hajózási társaság volt, ma már többnyire a híres balsorsú hajó, a Titanic, valamint az első világháborúban testvérhajójának, a Britannicnak az elvesztése fűződik a nevéhez. 1934-ben a társaság beolvadt legfőbb riválisába, a Cunard Line-ba, ami önálló vállalatként működött egészen 1998-ig, ma már ez is része a Carnival Corporation & PLC-nek.

## Története

### Korai idők

A White Star Line zászlaja

Az eredeti White Star Line hajótársaságot John Pilkington és Henry Threlfall Wilson alapította 1845-ben Liverpoolban. Ezekben az időkben a Liverpool-Új-Zéland illetve Ausztrália útvonalra koncentráltak. A flotta klipperekből állt. Az ausztrál aranylázat a társaság kihasználta, viszont hajóik ekkor még nem -ic végződésű nevet kaptak: Red Jacket, Blue Jacket, Tayleur. Két kisebb hajótársasággal egyesültek, a Black Ball és Eagle társaságokkal, egy konglomerátumot létrehozva, de ez nem sikerült. A White Star ezért a Liverpool-New York útvonalra koncentrált, mivel az nyereségesebb volt. 1868-ban a társaság csődbe ment a hatalmas adóssága miatt. 1868. január 18-án Thomas Henry Ismay, egy hajózási vállalkozó és hajóépítő fia vette meg a társaságot, ezzel pedig elkezdődött egy új korszak. 1869-ben Ismay megegyezett Gustav Christian Schwabe-val, hogy az új hajókat immáron annak unokaöccse, és az üzlettársának a közös cége a Harland&Wolff hajógyár fogja építeni. A Harland&Wolff Gustav Wolff és Sir Edward Harland egyesülésével jött létre. Az első megrendelést 1869 nyarán adták le. 1870-ben csatlakozott a White Star-hoz Ismay régi barátja és kollégája William Imrie. Így jött létre az Óceáni Gőzhajózási Társaság.

### Óceáni Gőzhajózási Társaság

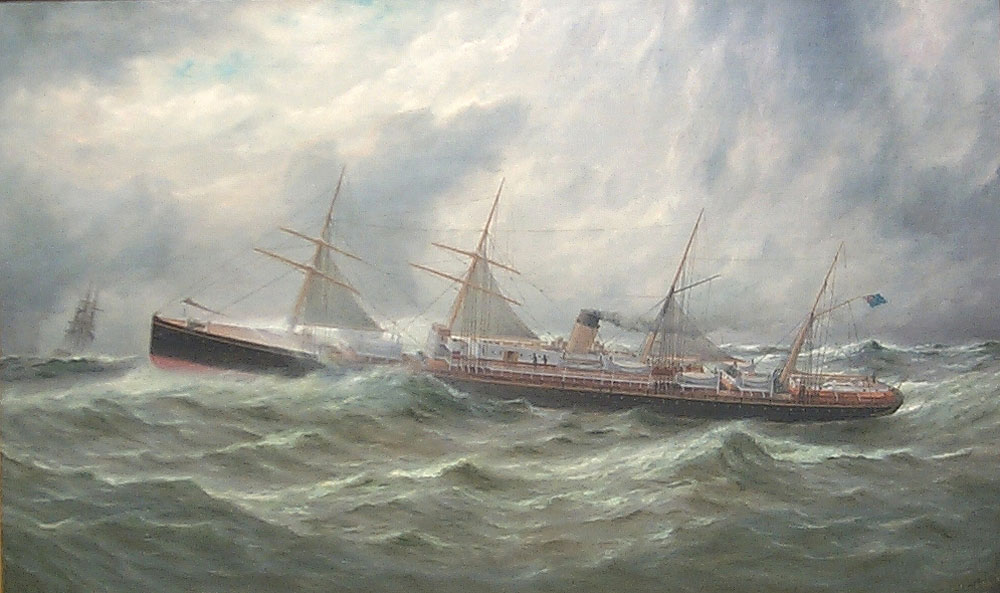
Az 1871-es Adriatic (3,888 GRT)

A sikeres egyesülés és szerződések után megkezdődött egy új, erős flotta építése és egy új útvonal kiépítése. Ekkor jelentek meg az -ic végződésű hajók. Az első hajók az Atlantic, Oceanic, Republic nevet kapták. Ekkor alakult ki a Liverpool - Queenstown - New York útvonal is. 1873-ban az Atlantic Halifaxnél elsüllyedt, és 535 élet veszett oda. Ez volt a White Star első nagy hajókatasztrófája. A későbbiekben a társaság sok sikeres és híres hajót üzemeltetett, köztük a Germanicet, a Teutonicet és a Majesticet. Ezen hajók egy időben még a Kék Szalagot is birtokolták.
1899-ben Thomas Ismay megbízást adott a század legszebb gőzösének építésére. Ez lett az Oceanic. A hajónak sikerült túlszárnyalnia az Isambard Kingdom Brunel által tervezett Great Eastern hosszát, súlyát és vízkiszorítását viszont nem. A Great Eastern 1858-tól volt a világ legnagyobb hajója az Oceanic megjelenéséig. Itt a sebesség már nem dominált, csupán a kényelem és a gazdaságos üzemeltetés.
Mivel a gyors hajóknak nagy mennyiségű üzemanyagra és emberre volt szüksége, a White Star Line ezt elvetette. Többet nem hódította el a Kék Szalagot egy White Star hajó sem.

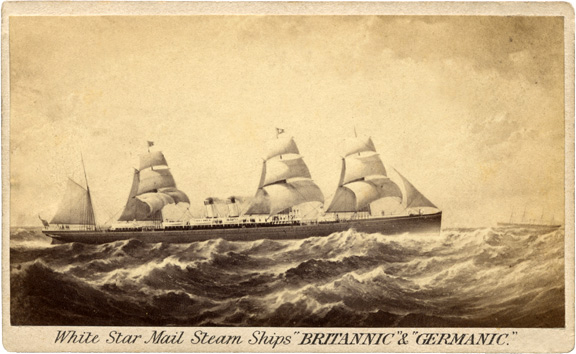
Az 1874-es Britannic és Germanic (5,000 GRT)

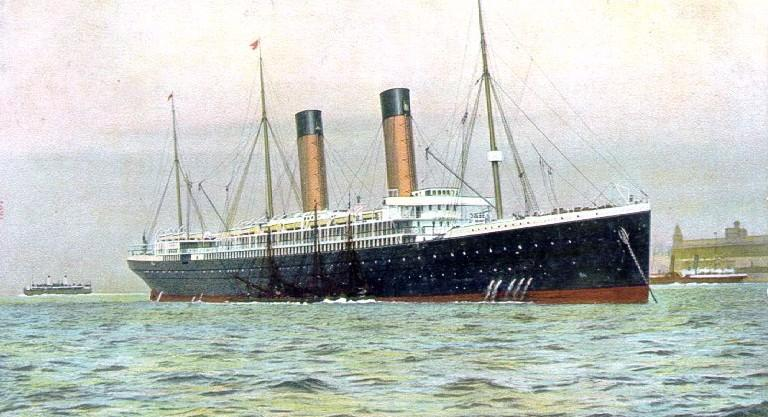
Az 1899-es Oceanic (17,272 GRT)

1899-ben meghalt Thomas Ismay, utódja a fia Joseph Bruce Ismay lett. Ismay alatt a White Star egy virágzó, sikeres és híres társaság lett, és ez nem volt másképpen a fia irányítása alatt sem.

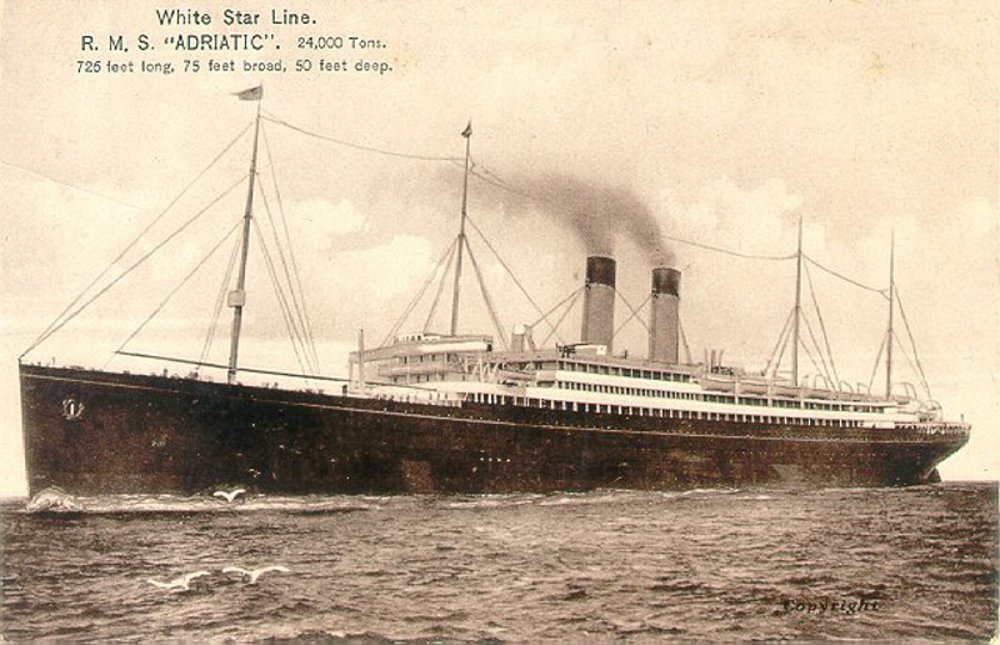
Az Adriatic 1907-ben, (24,541 GRT), a legnagyobb hajó a Nagy Négyes-ből

1901 és 1907 között a White Star új hajókat épített, ez lett a "Nagy Négyes". A Celtic, a Cedric, a Baltic és az Adriatic egyenként közel 24.000 tonnát nyomott, és hatalmas számú utast tudtak befogadni. 1902-ben a White Star beleolvadt az International Mercantile Marine Company-be, azaz a Nemzetközi Kereskedelmi Hajózási Társaságba, amely az ipari óriás és bankár John Pierpont Morgan kezében volt. Bruce Ismay átengedte a vállalat irányítását az IMM-nek, de nagy volt a nyomás Morgan és a részvényesek között, ami háborúval fenyegetett. Morgan célja az volt, hogy valamennyi nagy angol hajótársaságot megszerezze, ezáltal a vasúttársaságokat is irányíthatta volna. A Titanic katasztrófájának idején a White Star egy egész flottával rendelkezett, amelyek közül sok hajót üzemeltettek Anglia és Amerika, Kanada, Új-Zéland, Ausztrália között.

### A White Star Line és a kivándorlás
A XIX. század közepétől a XX. század elejéig sok millióan hagyták el, vagy kényszerültek elhagyni Európát. A White Star az első hajótársaságok között volt amely a kivándorlókat szállította Európából Amerikába. Olcsóbb jegyeket és gazdaságosabb szállást kínált a harmadosztályon utazóknak, valamint az első és másodosztály utasainak. A White Star széles körben hirdette hajóit az emigráns utasok között. Mikor 1870-ben a White Star megkezdte működését, a kereskedelem mellett a legfőbb bevételi forrás az ír kivándorlóktól származott. Ez volt a legmagasabb bevételi forrás a cég történetében. Kezdetben nagy üzleti siker érkezett Skandináviából, Norvégiából és Svédországból, a későbbi sikereket is itt érték el Írország mellett. A White Star több mint 2.000.000 emigránst utaztatott. 
A Cunard a sebességgel, a White Star a kényelmes és biztonságos hajókkal csábította az utasokat. A White Star hajóin a harmadosztály gyakran jobb volt mint bármely más társaság hajójának első vagy másodosztálya. A kivándorlóknak nem kellett magukkal vinni sem ágyneműt, sem étkészletet. Mindent kaptak, nagyon jól bántak velük. Amerikába érve kis menükártyát kaptak, ami levelezőlapként is funkcionált, így tudták értesíteni távoli rokonaikat és barátaikat is. 
A White Star legelterjedtebb útvonalai:
- Liverpool - Queenstown - New York
- Liverpool - Queenstown - Boston
- Genova - Nápoly - Palermo - Gibraltár - New York, 1904-től
- Southampton - Cherbourg - Queenstown - New York, 1907-től
- Liverpool - Queenstown - Montréal, 1909-től

A White Starnak Európában és Amerikában is voltak irodái. Magyarországon is volt irodájuk, Budapesten a VII. kerületben, a Baross tér 15. alatt. Az irodát már felszámolták.

### Olympic-osztályú utasszállítók

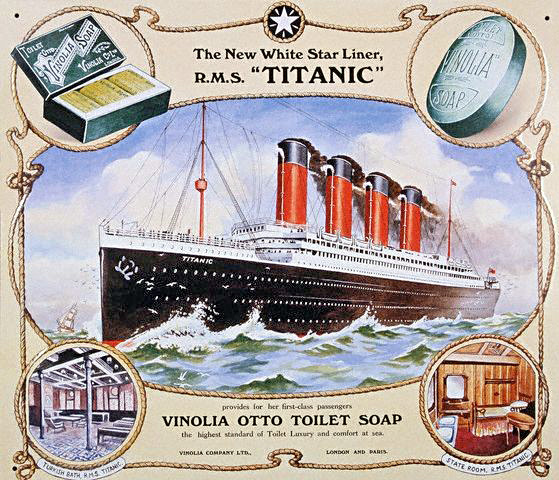
A Titanic 1912-ben (46,328 GRT)

A White Starnak a legfőbb vetélytársa a Cunard Line volt. Látva a Cunard Lusitaniáját és Mauretaniáját, a White Star megrendelte az Olympic-osztályú óceánjárókat: Olympic, Titanic és Britannic. A Cunard hajói gyorsak voltak, a White Star viszont a nagyobb méretekre és a pompára fektette a hangsúlyt. Az Olympic-osztályú óceánjárók lettek volna a világ legnagyobb és legfényűzőbb hajói. A Britannic eredeti neve Gigantic lett volna, és 300 méter (1000 láb) hosszú lett volna, de a nevét és a méreteit is megváltoztatták a Titanic elsüllyedése után. Az Olympic volt az egyetlen hajó, amelyből profitálni tudott a White Star. A Titanic első útján elsüllyedt, a Britannicot pedig még befejezése előtt lefoglalta a brit kormány, és kórházhajóként használták az I. világháborúban. A Britannic 1916. november 21-én süllyedt el, miután aknára futott. Az Olympicot 24 év szolgálat után 1935 és 1937 között szétbontották. 

### Fúzió
A Titanic katasztrófája után a White Star megpróbált talpra állni, ám az I. világháború nem tett jót nekik. Sok hajót elvesztettek, köztük a még első útja előtt álló, kórházhajóvá alakított Britannicot, ami hatalmas veszteség volt. A háború után a White Star megpróbálta újjászervezni a flottát: a Britannic helyét a németektől kapott Majestic (korábban Bismarck) és a szintén háborúban elvesztett Oceanic helyét a szintén német Homeric (korábban Columbus) vette át.
1927-ben a White Start átvette a Royal Mail Steam Packet Company, így az RMSPC lett a legnagyobb hajózási csoport a világon. 1928-ban a White Star leadta a rendelést a Harland and Wolff hajógyárnak az új, harmadik Oceanic építésére, mely nemcsak a White Star, hanem a világ legnagyobb hajója is lehetett volna. Röviddel a rendelés után az építést megkezdték, de a hajó építését felfüggesztették az egyre hatalmasodó gazdasági válság miatt. Az új hajóból épült fel a White Star két kisebb, utolsó hajója a harmadik Britannic és a Georgic.
Az RMSPC pénzügyi bajba jutott, és 1932-ben felszámolták. Az új vállalat, a Royal Mail Lines Limited vette át a hajókat és a White Start. 1933-ban a White Star és a Cunard a gazdasági válság, a csökkenő utasszám, valamint az elöregedő flotta miatt súlyos anyagi gondokkal küzdött. Ezt megelőzően a Cunard leállította az akkor még Hull 534-es néven ismert Queen Mary építését, hogy pénzt spóroljanak. A brit kormány beleegyezett abba, hogy mindkét vállalatnak biztosít anyagi támogatást, de csak azzal a feltétellel, ha egyesülnek. 1933.12.30-án fejeződött be a tárgyalás.
1934. május 10-én jött létre a Cunard White Star Limited. A White Star 10, a Cunard 15 hajóval járult hozzá az új céghez. Emiatt a Queen Mary a Cunard hajója maradt 62%-ban, és csak 38-ban lett a White Staré. Egy évvel az egyesülés után az Olympicot, az utolsót az osztályából kivonták a szolgálatból, két évvel később pedig teljesen kiselejtezték. 1947-ben a Cunard megszerezte a White Star 38%-át, majd 1949. december 31-én a Cunard White Star teljesen visszanyerte a térhódítását, és így a társaság ismét Cunard Line lett.

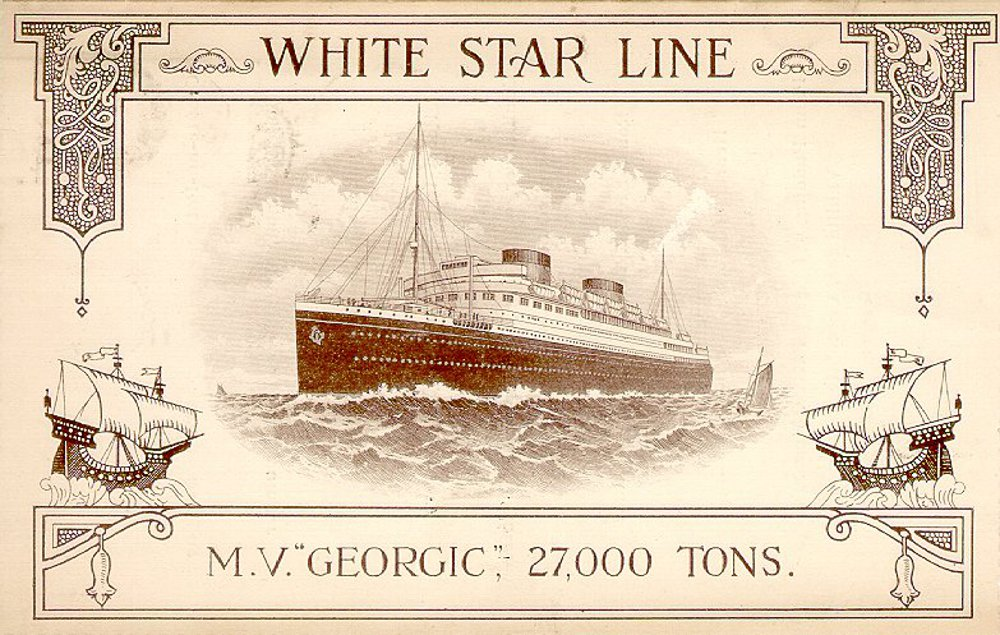
Az MV Georgic, az utolsó hajó, amelyet a White Star Line számára építettek, mielőtt egyesült a Cunard-al.

## A White Star Line napjainkban

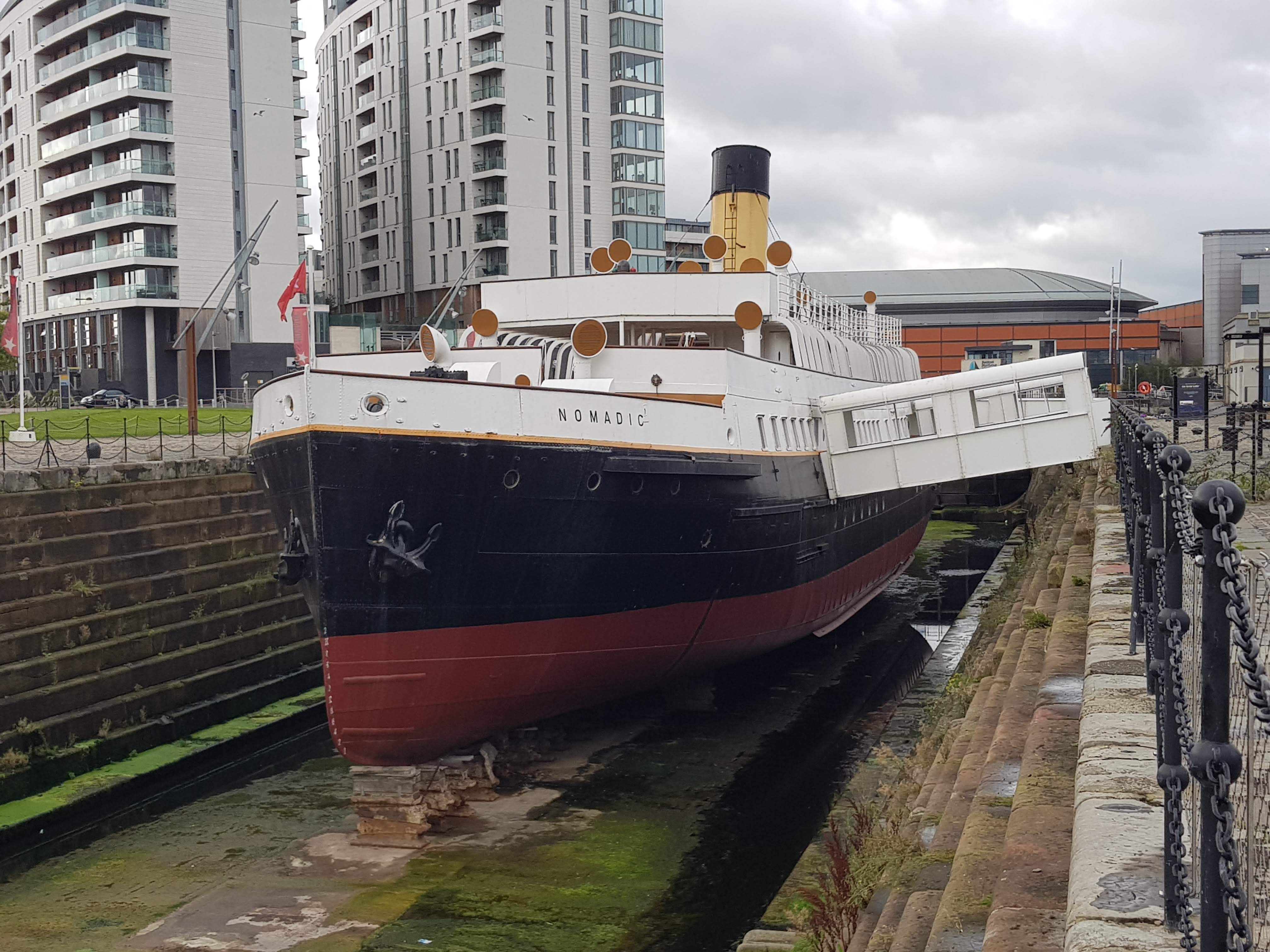
A White Star utolsó létező hajója, az SS Nomadic, 2018-ban Belfast-ban.

Napjainkban már ez a hajótársaság nem létezik, a White Star Line a Titanic katasztrófája után sokat vesztett népszerűségéből. Mindazonáltal 1934. május 10-ig létezett, majd a Cunard Line tulajdonába került. A Cunard létrehozta a White Star Service-t, amelynek az a célja, hogy az utasok és a hajók ne szenvedjenek semmiben sem hiányt. A legénységet a White Star Service képezi ki a Cunard hajóira, illetve ezeken a hajókon az éttermi és konyhai személyzet is a White Star Service szolgálatában áll. Továbbá még néhány szolgáltatás tartozik bele a White Star Service-be. A hajótársaságnak még megvan a főhadiszállása Liverpoolban, ez az Albion House, továbbá van még egy irodájuk Belfastban, illetve a londoni Oceanic House szintén létezik. Minden év április 15-jén félárbócra eresztik a White Star zászlóját a Titanic katasztrófájában meghaltak emlékére. Ma a White Starnak csak egy hajója létezik. Ez a hajó a Nomadic segédhajó. Az Olympic-osztályú hajóknak építették testvérhajójával a némileg kisebb Traffic-kel. A Nomadicet 2012-re teljesen rendbe hozták Belfastban és most múzeumként üzemel. A megszűnt hajótársaságot azonban a Titanic és a Britannic, valamint a Nomadic emlékezete tartja köztudatban.

## A flotta eseményei
- 1854. január 21-én az RMS Tayleur zátonyra futott a Lambay-szigetnél, 380 utas vesztette életét, összesen 652 ember volt a fedélzeten.
- 1873. április 1-én az RMS Atlantic Halifaxnél sziklának ütközött és elsüllyedt, 535 élet veszett oda.
- 1893-ban a Naronic eltűnt az Atlanti-óceánon, a legénysége 74 tagjával együtt. Mindez azután történt, hogy a hajó elhagyta Liverpool-t New York felé. A víz felszínén pár gerenda és legalább két mentőcsónak lebegett, de a legénységnek nyoma sem volt. A hajó roncsát máig nem találták meg.
- 1907-ben az SS Suevic zátonyra futott Anglia délnyugati partjainál. Fedélzetén 456 utas és 141 fős legénység tartózkodott, de szerencsére mindenkit kimentettek.
- 1909-ben az RMS Republic elsüllyedt Anglia partjainál, miután összeütközött az SS Floridával. Az ütközésben négy ember vesztette életét, viszont a hajó a felszínen maradt több mint 39 órán keresztül, mielőtt elsüllyedt. Az összes többi utast sikerült kimenteni.
- 1911. szeptember 20-án az RMS Olympic az ötödik útján összeütközött az HMS Hawke hadihajóval a Solenten. Az ütközésben mindkét hajó súlyosan megsérült, de nem süllyedtek el.
- 1912. március 25-én Abdolbahá felszállt a Celtic-re Ramaleh-ben, és Olaszországon keresztül Amerikába hajózott. Abdolbahá leszállt a hajóról New York-ban, 1912. április 11-én.
- 1912. április 15-én az RMS Titanic elsüllyedt az első útján, miután összeütközött egy jégheggyel, 1912. április 14-én, 23:40-kor. A hajó az ütközés után alig több mint két és fél órával, kettétörve elsüllyedt. A katasztrófában több mint 1,500 ember vesztette életét.
- 1914. szeptember 8-án az Oceanic zátonyra futott a Foula-szigeteknél. Az Oceanic volt az első utasszállító hajó a szövetségesek oldalán, amely elsüllyedt a háborúban.
- A White Star elvesztette az első hajót az első világháború alatt, az Arabicot. A hajót 1915. augusztus 19-én megtorpedózták Írország partjainál, 44 ember vesztette életét.
- 1915-ben az Ionicot egy német tengeralattjáró megpróbálta megtorpedózni, a Földközi-tenger-en, de a támadás szerencsére sikertelen volt. Senki nem sérült meg.
- 1915. június 28-án az SS Armeniant megtorpedózta a német U-24-es tengeralattjáró 20 mérföldre Cornwall partjaitól. A hajón 1400 öszvért szállítottak. A legénység mind a 29 tagja és az összes öszvér odaveszett a katasztrófában.
- 1915. május 3-án az SS Germanicet megtorpedózta egy brit tengeralattjáró. A hajó szerencsére túlélte a támadást, és senki sem sérült meg.
- 1916 májusában az RMS Ceramicet kétszeres torpedótámadás érte egy azonosíthatatlan tengeralattjárótól a Földközi-tenger-en. A támadások sikertelenek maradtak.
- 1916-ban az SS Cymricet háromszor megtorpedózta az U-20-as német tengeralattjáró, és elsüllyedt Írország déli partjainál. Egy évvel korábban, ugyanez a tengeralattjáró süllyesztette el a Lusitaniat. A támadásban öt ember vesztette életét, viszont a hajó majdnem három napig maradt még a felszínen, mielőtt elsüllyedt.
- 1916. november 21-én a Titanic testvérhajója a HMHS Britannic, aknára futott és elsüllyedt a Kea-csatornánál, az Égei-tengeren. A hajó 55 perc alatt merült el, az utasokat viszont sikerült kimenteni. A katasztrófa 30 áldozata közül a legtöbb akkor halt meg, amikor az óceánjáró tatja kiemelkedett a vízből, és két rosszul leengedett mentőcsónakot bedarált a még forgó hajócsavar. A Britannic a legnagyobb hajó, mely elsüllyedt az első világháborúban.
- 1917. január 25-én az SS Laurentic két aknára futott, amelyeket az U-80-as német tengeralattjáró helyezett el. A hajó elsüllyedt, és 354 ember vesztette életét.
- 1917 májusában az SS Africet megtorpedózta a német UC-66-os tengeralattjáró a la Manche csatornán. A támadásban a legénység tagjai közül 22-en vesztették életüket.
- 1917 júniusában az RMS Ceramicet torpedótámadás érte a la Manche csatornán egy azonosíthatatlan tengeralattjárótól. A támadás sikertelen maradt.
- 1917 augusztusában az SS Delphicet megtorpedózta az UC-72-es német tengeralattjáró 135 mérföldre Bishop Rocktól. A hajó elsüllyedt, 5 ember vesztette életét.
- 1918. május 12-én, az Olympic a 22. katonai útja során élte át a legkomolyabb ellene intézett támadást. A hajót a német U-103-as jelzésű tengeralattjáró támadta meg, egy torpedót indítva a hatalmas óceánjáró irányába. Miután egy gyors kitérő manőverrel sikerült a torpedót elkerülnie, az Olympic váratlanul ellentámadásba kezdett. Ahelyett, hogy menekülőre fogta volna a dolgot, egyenesen a tengeralattjáró felé fordította az orrát, s teljes sebességre kapcsolt. A német búvárhajónak nem maradt ideje a lemerülésre, s az Olympic legázolta a nálánál jóval kisebb támadót. Az Olympic orr-része csak kisebb mértékben sérült meg, ám az ütközés ereje valósággal szétszakította a tengeralattjárót. Később, amikor az Olympic szárazdokkba került, egy nagy kör alakú alakú horpadást találtak a hajótest oldalán, és rájöttek, hogy a horpadás ugyanolyan méretű volt, mint amilyen a német torpedók feje.
- 1918. július 19-20-án az SS Justiciát megtorpedózta az U-46-os német tengeralattjáró, de a hajó nem süllyedt el. Később, ugyanezen a napon, ismét megtorpedózta az U-46-os a Justiciát, de a hajó továbbra is a felszínen maradt. Másnap reggel a HMS Sonia elkezdte elvontatni a hajót, de az U-124-es tengeralattjáró kétszer megtorpedózta a Justiciátt, és végül a hajó elsüllyedt, és vele együtt a legénység tagjai közül 16 ember veszett oda.
- 1918 szeptemberében az SS Persicet megtorpedózta az U-87-es német tengeralattjáró a Szicíliai-szigetek közelében, de a hajó elég gyors volt, és lehagyta a tengeralattjárót. Ezután a Persicet elvontatták, majd helyrehozták, és folytatta szolgálatát.
- 1917 októberében az RMS Celtic aknára futott Cobh partjainak közelében, a támadásban 17-en vesztették életüket. A hajót ezután helyrehozták és visszaállították a katonai szolgálatba. 1918 júniusában megtorpedózta az UB-77-es német tengeralattjáró az Ír-tengeren, és 7-en vesztették életüket. Viszont ismét képes volt rá, és elmenekült a tengeralattjáró elől, és saját erejéből tért vissza a kikötőbe. Ismét helyrehozták, és ezután a háború hátralévő részét további incidensek nélkül átvészelte.
- 1934. május 15-én az Olympic Nantucket közelében a sűrű ködben haladva összeütközött az LV-117 világítóhajóval és elsüllyesztette. A kis hajó 11 fős legénységéből 7-en meghaltak.
- 1940 novemberében az SS Laurenticet megtorpedózta az U-99-es német tengeralattjáró Észak-Írország partjainak közelében. A hajó elsüllyedt, 49-en vesztették életüket.

## Nevezetes kapitányok
- Sir Bertram Fox Hayes, a White Star Line Commodore-ja.
- James A. Williams, az Atlantic kapitánya
- Sir Digby Murray kapitány
- J. B. Ranson kapitány
- Edward John Smith a Baltic, az Adriatic, az Olympic és az RMS Titanic kapitánya.
- Charles Alfred Bartlett, a Titanic testvérhajójának, a Britannic-nak a kapitánya.
- Herbert J. Haddock az Oceanic, az Olympic és — pár nappal az indulása előtt — a Titanic kapitánya.

## Flotta
| Hajó        | Építve | A White Star Line szolgálatában | Súly      |
| ----------- | ------ | ------------------------------- | --------- |
| Red Jacket  | 1853   | 1853–1878                       | 2.305 GRT |
| Blue Jacket | 1854   | 1854–1869                       | 1.790 GRT |
| Tayleur     | 1854   | Elsüllyedt az első útján (1854) | 4.000 GRT |
| Oceanic     | 1870   | 1870–1895                       | 3.707 GRT |
| Atlantic    | 1871   | 1871–1873                       | 3.707 GRT |
| Baltic      | 1871   | 1871–1889                       | 2.122 GRT |
| Tropic      | 1871   | 1871–1873                       | 2.122 GRT |
| Asiatic     | 1871   | 1871–1903                       | 2.122 GRT |
| Republic    | 1872   | 1872–1910                       | 3.984 GRT |
| Adriatic    | 1872   | 1872–1899                       | 3.888 GRT |
| Celtic      | 1872   | 1872–1898                       | 1.867 GRT |
| Traffic     | 1872   | 1872–1896                       | --- GRT   |
| Belgic      | 1873   | 1873–1888                       | --- GRT   |
| Gaelic      | 1873   | 1873–1896                       | --- GRT   |
| Britannic   | 1874   | 1874–1903                       | 5.004 GRT |
| Germanic    | 1875   | 1875–1903                       | --- GRT   |
| Arabic      | 1881   | 1881–1915                       | --- GRT   |
| Coptic      | 1883   | 1883–1908                       | --- GRT   |
| Doric       | 1883   | 1883–1911                       | --- GRT   |
| Belgic      | 1885   | 1885–1899                       | --- GRT   |
| Gaelic      | 1885   | 1885–1905                       | --- GRT   |
| Cuffic      | 1885   | 1885–1896                       | --- GRT   |
| Runic       | 1889   | 1889–1895                       | 5.043 GRT |
| Teutonic    | 1889   | 1889–1921                       | 9.984 GRT |

### 1890–1909
| Hajó      | Építve | A White Star Line szolgálatában | Súly       |
| --------- | ------ | ------------------------------- | ---------- |
| Majestic  | 1890   | 1890–1914                       | 9.965 GRT  |
| Nomadic   | 1891   | 1891–1903                       | --- GRT    |
| Tauric    | 1891   | 1891–1929                       | --- GRT    |
| Magnetic  | 1891   | 1891–1935                       | --- GRT    |
| Naronic   | 1892   | 1892–1893                       | 6.594 GRT  |
| Bovic     | 1892   | 1892–1921                       | --- GRT    |
| Gothic    | 1893   | 1893–1906                       | --- GRT    |
| Cevic     | 1894   | 1894–1914                       | --- GRT    |
| Pontic    | 1894   | 1894–1930                       | --- GRT    |
| Georgic   | 1895   | 1895–1916                       | --- GRT    |
| Delphic   | 1897   | 1897–1917                       | --- GRT    |
| Cymric    | 1898   | 1898–1916                       | 13.096 GRT |
| Afric     | 1898   | 1899–1917                       | 11.948 GRT |
| Medic     | 1899   | 1892–1921                       | --- GRT    |
| Persic    | 1899   | 1899–1935                       | --- GRT    |
| Oceanic   | 1899   | 1899–1914                       | 17.272 GRT |
| Suevic    | 1900   | 1900–1928                       | 12.531 GRT |
| Celtic    | 1901   | 1901–1928                       | 21.035 GRT |
| Athenic   | 1902   | 1902–1928                       | 12.345 GRT |
| Corinthic | 1902   | 1902–1931                       | --- GRT    |
| Ionic     | 1903   | 1903–1934                       | 12.352 GRT |
| Cedric    | 1903   | 1903–1931                       | 11.948 GRT |
| Victorian | 1895   | 1903–1904                       | --- GRT    |
| Armenian  | 1895   | 1903–1915                       | 8.825 GRT  |
| Arabic    | 1903   | 1903–1915                       | --- GRT    |
| Romanic   | 1898   | 1903–1912                       | 11.394 GRT |
| Cretic    | 1903   | 1903–1904                       | --- GRT    |
| Republic  | 1903   | 1903–1909                       | 15.400 GRT |
| Canopic   | 1900   | 1904–1925                       | --- GRT    |
| Cufic     | 1895   | 1904–1923                       | --- GRT    |
| Baltic    | 1904   | 1904–1933                       | 23.876 GRT |
| Gallic    | 1894   | 1907–1913                       | 12.352 GRT |
| Adriatic  | 1907   | 1907–1935                       | 24.541 GRT |
| Laurentic | 1908   | 1908–1917                       | 14.892 GRT |
| Megantic  | 1909   | 1909–1933                       | 20.800 GRT |

### 1910–1919
| Hajó      | Építve | A White Star Line szolgálatában | Súly       |
| --------- | ------ | ------------------------------- | ---------- |
| Zeeland   | 1901   | 1910–1911                       | 11.905 GRT |
| Nomadic   | 1911   | 1911–1925                       | 1.273 GRT  |
| Traffic   | 1911   | 1911–1927                       | 675 GRT    |
| Olympic   | 1911   | 1911–1935                       | 45.324 GRT |
| Belgic    | 1903   | 1911–1913                       | --- GRT    |
| Zealandic | 1911   | 1911–1926                       | --- GRT    |
| Titanic   | 1912   | Elsüllyedt az első útján (1912) | 46.328 GRT |
| Ceramic   | 1913   | 1913–1934                       | 18.400 GRT |
| Vaderland | 1900   | 1914–1917                       | 11.899 GRT |
| Lapland   | 1909   | 1914–1920                       | 17.540 GRT |
| Britannic | 1914   | 1912–1916                       | 48.158 GRT |
| Belgic    | 1914   | 1917–1923                       | 27.132 GRT |
| Justicia  | 1914   | 1917–1918                       | 32.234 GRT |
| Vedic     | 1918   | 1918–1934                       | --- GRT    |
| Bardic    | 1918   | 1919–1925                       | 9.332 GRT  |

### 1920–1949
| Hajó       | Építve | A White Star Line szolgálatában | Súly       |
| ---------- | ------ | ------------------------------- | ---------- |
| Gallic     | 1918   | 1920–1933                       | 11.905 GRT |
| Mobile     | 1893   | 1920–1933                       | 5.780 GRT  |
| Arabic     | 1909   | 1920–1931                       | 16.786 GRT |
| Homeric    | 1913   | 1922–1935                       | 35.000 GRT |
| Haverford  | 1901   | 1921–1922                       | --- GRT    |
| Poland     | 1897   | 1922–1925                       | --- GRT    |
| Majestic   | 1914   | 1922–1936                       | 56.551 GRT |
| Pittsburgh | 1922   | 1925–1926                       | --- GRT    |
| Doric      | 1923   | 1923–1935                       | 16.484 GRT |
| Delphic    | 1918   | 1925–1933                       | --- GRT    |
| Regina     | 1917   | 1925–1945                       | 16.313 GRT |
| Albertic   | 1920   | 1927–1934                       | 18.940 GRT |
| Calgaric   | 1918   | 1927–1934                       | 16.063 GRT |
| Laurentic  | 1927   | 1927–1940                       | 18.724 GRT |
| Britannic  | 1929   | 1929–1949                       | 26.943 GRT |
| Georgic    | 1932   | 1932–1949                       | 27.759 GRT |

## Fordítás
- Ez a szócikk részben vagy egészben  a   White Star Line című angol Wikipédia-szócikk fordításán alapul.  Az eredeti cikk szerkesztőit annak laptörténete sorolja fel. Ez a jelzés csupán a megfogalmazás eredetét és a szerzői jogokat jelzi, nem szolgál a cikkben szereplő információk forrásmegjelöléseként.